# جالیانو دل کاپو
جالیانو دل کاپو (به ایتالیایی: Gagliano del Capo) یک کومونه در ایتالیا است که در استان لچه واقع شده‌است.

## خصوصیات
جالیانو دل کاپو ۱۶ کیلومترمربع مساحت و ۵٬۵۲۳ نفر جمعیت دارد و ۱۴۴ متر بالاتر از سطح دریا واقع شده‌است.